# Philippe Paoli
Philippe Paoli est un footballeur international libanais, né le 3 janvier 1995 à Beyrouth. Il évolue au poste d'attaquant au Lommel United. Il pratique également l'athlétisme, discipline qui l'a vu remporter plusieurs titres nationaux au sein des catégories de jeunes.

## Biographie

### Carrière en club
En février 2012, il effectue avec plusieurs coéquipiers un stage au sein de l'Olympique lyonnais d'un partenariat entre l'académie et le club rhodanien.
Il signe à l'OL durant l'été 2012 , mais, privilégiant ses études il continue de réaliser uniquement des stages occasionnels à Lyon puisqu'il étudie actuellement au Liban.
Il est définitivement transféré à l'OL durant l'été 2013 . Il étudie en même temps à l'IUT la Gestion des Administrations et des Entreprises à la Doua.

### Carrière internationale
À 17 ans, Philippe Paoli est appelé par le sélectionneur Theo Bücker de l'équipe nationale du Liban à l'occasion d'un match amical face à l'Australie le 6 septembre 2012 (défaite 3-0), match au cours duquel il entre en jeu à la 59e minute.